# 大高重成
大高 重成（おおたか しげなり、生年不詳 - 貞治元年/正平17年（1362年））は、南北朝時代の武将。高氏の一族である大高重長の子だが、父を南頼基とする説もある。高師氏の甥で、高師直の父の従兄弟。通称次郎、法名は法智あるいは禅勇。官途は伊予守。臨済宗の高僧夢窓疎石と室町幕府草創期の実質的指導者足利直義の対話を記録した『夢中問答集』を出版。武威に優れ、『太平記』では五尺六寸の大太刀を振るって奮戦する姿が描かれている。

## 生涯
足利氏の被官の中でも足利一家との密着性の高い古参の人物であった。1333年の足利尊氏挙兵以来尊氏、直義に随従。六波羅攻略で奮戦、九州下向にも従い、尊氏が征夷大将軍に任命され幕府を設立すると小侍所に任ぜられ、尊氏の天龍寺供養の際は供奉人をつとめた。暦応元年/延元3年（1338年）には、若狭国守護に任命されている。
やがて直義と尊氏の側近高師直が対立するに至ると、重成は直義を支持し、そのため若狭守護職を没収された。しばらく直義に従っていた重成だが、後に尊氏に帰順し、再び若狭守護に再任されている。没年は『大高系図』を典拠とするものである。

## 関連作品
テレビドラマ
- 『太平記』（1991年 NHK大河ドラマ） 演：渡辺寛二